# Fabien Weber
Pour les articles homonymes, voir Weber.
Fabien Weber, né le 14 avril 1973 à Haguenau, est un joueur de football français. 
Fabien Weber réalise la majorité de sa carrière de footballeur professionnel en deuxième division française.

## Carrière
Formé au RC Strasbourg avec lequel il joue quatre matchs de Division 1 en 1993-1994, Fabien Weber poursuit sa carrière professionnelle à Épinal de 1995 à 1997, en D2, à Poitiers, en D3, puis au FC Gueugnon de 1998 à 2001, en D2. Avec ce dernier club il remporte la Coupe de la Ligue en 2000 et dispute l'année suivante un match de Coupe UEFA. 
En 2001, il signe aux SR Colmar, un club de sa région natale engagé en CFA 2. L'année suivante il rejoint le Sporting Club Schiltigheim, dont il devient capitaine et où il joue jusqu'en 2011. Il évolue de 2003 à 2007 en CFA, le 4e échelon national, et connaît une belle épopée en Coupe de France en 2003, en étant éliminé par le Stade rennais en quart de finale.

## Palmarès
- Vainqueur de la Coupe de la Ligue en 2000 avec le FC Gueugnon

## Statistiques
Au cours de sa carrière, Fabien Weber dispute notamment 146 matchs en Division 2 (pour 7 buts), 4 matchs en Division 1 et un match en Coupe de l'UEFA.